# Pa Dibba
Pa Amat Dibba (Farafenni, 15 de octubre de 1987) es un futbolista de Gambia. Juega de delantero y su equipo es el IFK Haninge de la Primera División de Suecia.

## Selección nacional
Ha sido internacional con la selección de fútbol de Gambia; donde hasta ahora, ha jugado cinco partidos internacionales y anotó solo un gol por dicho seleccionado.
| Club                | Partidos | Goles |
| Selección de Gambia | 5        | 1     |

## Clubes
| Club                            | País    | Año       |
| ------------------------------- | ------- | --------- |
| Brandbergens IF                 | Suecia  | 2005-2011 |
| GIF Sundsvall                   | Suecia  | 2011-2016 |
| Hammarby IF                     | Suecia  | 2016-2018 |
| Shenzhen F. C.                  | China   | 2018-2020 |
| Shanghai Shenxin F. C. (cedido) | China   | 2019      |
| Adana Demirspor                 | Turquía | 2020-2021 |
| Eyüpspor                        | Turquía | 2021-2023 |
| IFK Haninge                     | Suecia  | 2023-     |